# Homo luzonensis
Homo luzonensis, còn được dân địa phương gọi là "Ubag" theo tên một người thượng cổ trong thần thoại, là một loài người cổ xưa đã tuyệt chủng, từng sinh tồn trong giai đoạn Canh Tân muộn ở Luzon, Philippines. Di cốt của họ, bao gồm răng và đốt xương, mới chỉ được phát hiện duy nhất tại Hang Callao ở phía bắc hòn đảo, với niên đại sớm hơn 50.000 năm trước. Hồi năm 2010, số xương cốt đây được cho là thuộc về người hiện đại; song vào năm 2019, sau các phát hiện mới, người ta đã đính chính gán lại các mẫu vật cho một loài người hoàn toàn mới, dựa trên các đặc điểm trộn lẫn giữa người hiện đại, các Homo thuở sớm và thậm chí cả các loài vượn nhân cổ xưa, chẳng hạn Australopithecus.
Loài người này có lẽ là hậu duệ của nhánh H. erectus châu Á hoặc loài Homo nào đó khác còn cổ xưa hơn thế. Loài tổ tiên đó chắc hẳn đã phải vượt biển ít nhất vài dặm để đặt chân lên hòn đảo. Sự hiện diện của chi người tại Luzon có niên đại muộn nhất khoảng từ 771.000 đến 631.000 năm trước. Cư dân trong hang Callao chủ yếu lôi về xác hươu Philippines và sử dụng công cụ để mổ thịt.

## Phân loại học

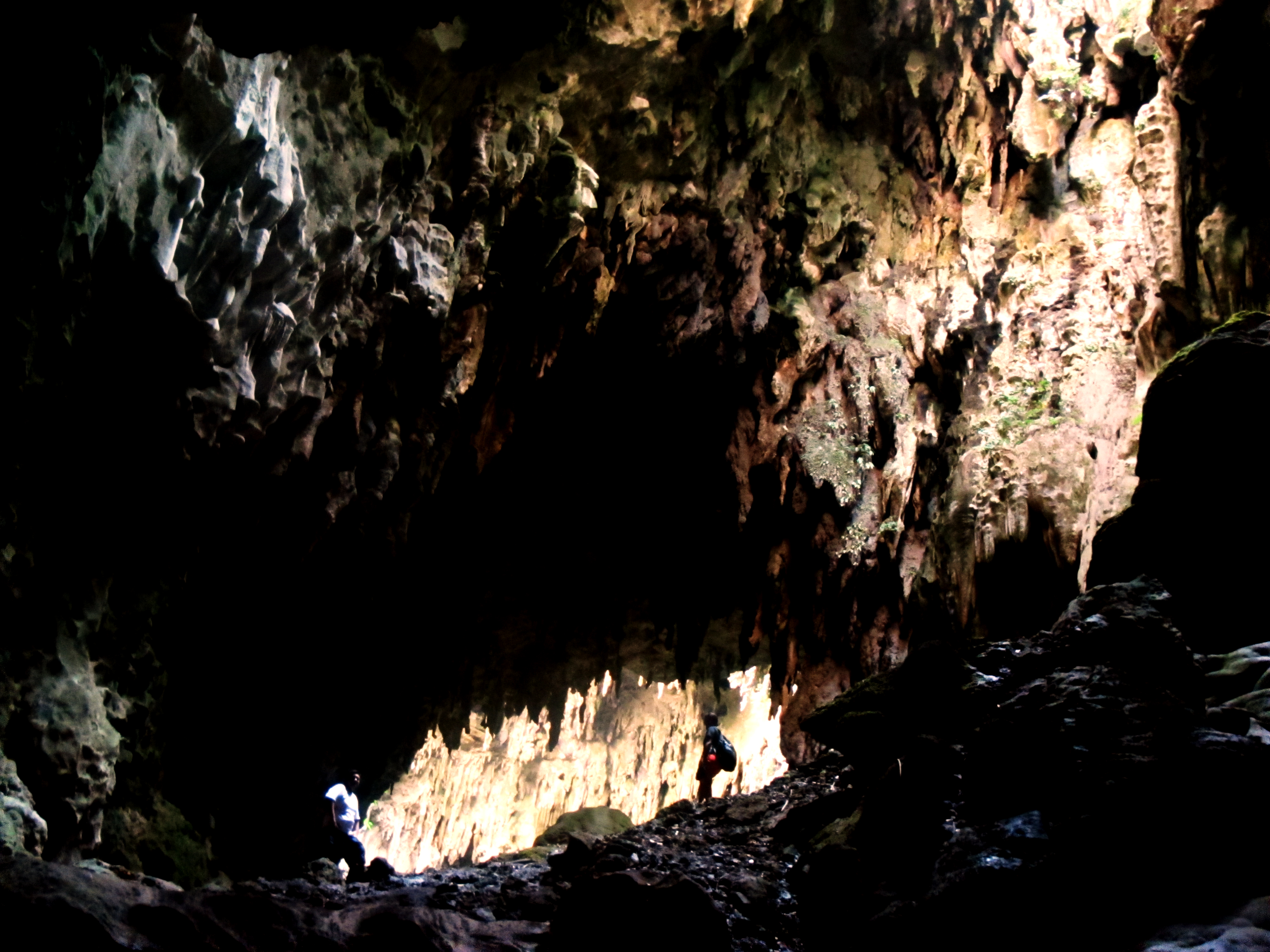
Bên trong Hang Callao, Luzon, Philippines

Những mảnh di cốt của loài người này được phát hiện lần đầu tiên vào năm 2007 trong hang Callao ở Bắc Luzon, Philippines. Năm 2010, nhà nhân chủng học người Pháp Florent Détroit và nhà khảo cổ học người Philippines Armand Mijares cùng các đồng nghiệp cho rằng chúng là xương của người hiện đại. Năm 2019, sau khi phát hiện thêm 12 mẫu vật mới và dựa trên các đặc điểm vừa giống người hiện đại vừa giống chi Australopithecus nguyên thủy, họ đính chính số di cốt đó (cùng các mảnh di cốt hominin khác trong hang) thuộc về một loài mới, đặt danh pháp là Homo luzonensis theo tên hòn đảo.
Mẫu định danh CCH6 bao gồm các răng tiền hàm và các răng hàm nằm về phía bên phải của hàm trên. Các cận mẫu là: CCH1, xương bàn chân thứ ba về bên phải; CCH2 và CCH5, hai đốt ngón tay; CCH3 và CCH4, hai đốt ngón chân; CCH4, một răng tiền hàm bên trái; và CCH9, răng hàm thứ ba bên phải. Mẫu CCH7 là mẩu xương đùi của một cá nhân vị thành niên. Toàn bộ số mẫu này đại diện cho ít nhất ba cá nhân. Chúng hiện được lưu giữ tại Bảo tàng Quốc gia Philippines, Manila.
Ta chưa rõ vị trí chính xác của H. luzonensis trên cây phân loại. Giống như trường hợp của các hominin khác ở vùng nhiệt đới, việc trích xuất ADN của loài người này không thành công. Tương tự các suy đoán về nguồn gốc của H. floresiensis từ Flores, Indonesia, nhiều khả năng H. luzonensis bắt nguồn từ một dòng phân tán sớm khắp Đông Nam Á của H. erectus. Tuy nhiên cũng có khả năng hai loài người được đề cập ở trên bắt nguồn từ một loài Homo hoàn toàn khác, cổ hơn H. erectus. Niên đại của các mẫu xương được xác định là sớm hơn 50.000 năm trước, và ta cũng có bằng chứng về hoạt động của hominin người trên đảo sớm nhất là 771.000 – 631.000 năm trước.

## Giải phẫu

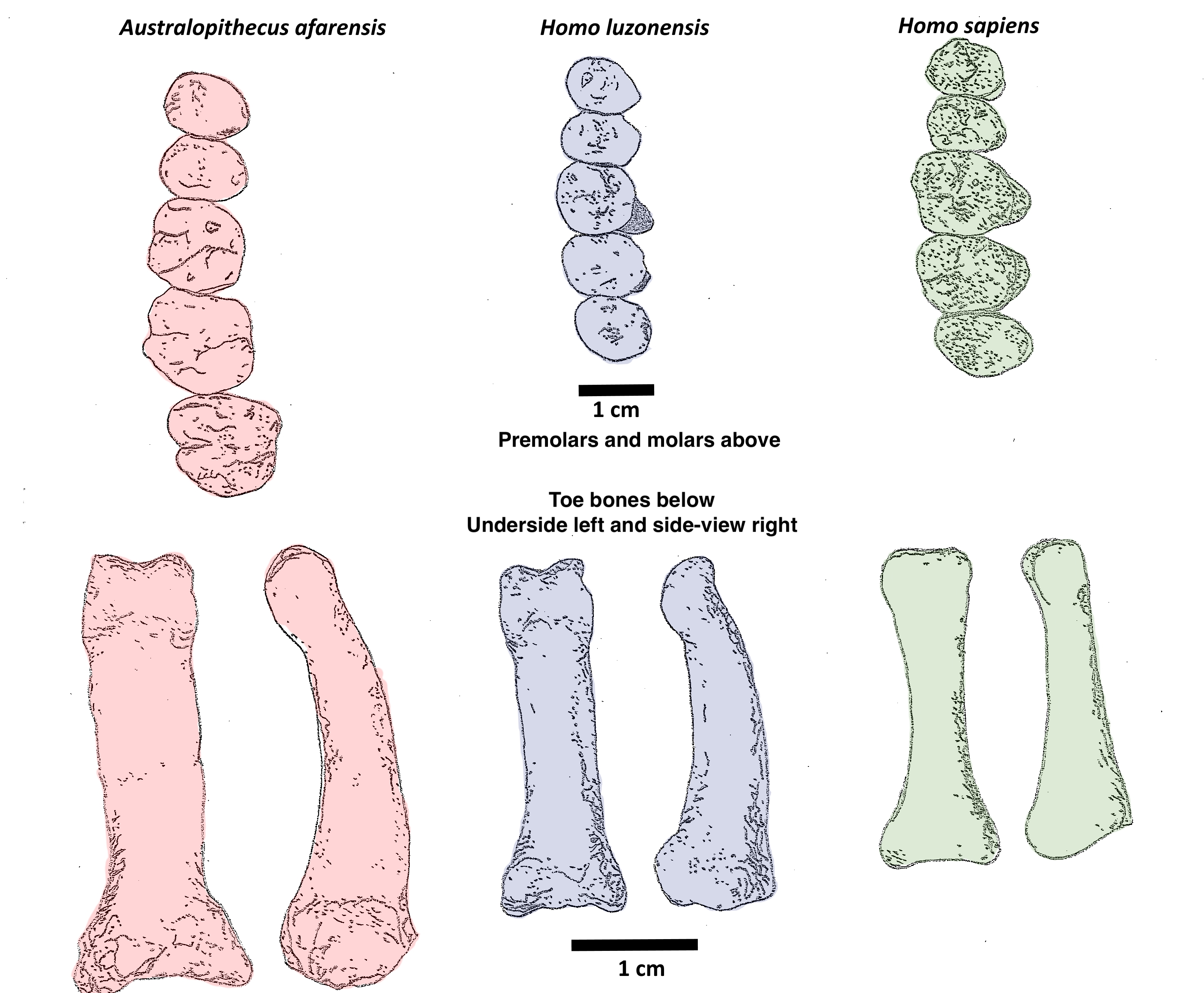
So sánh răng (trên) và đốt ngón chân (dưới) của lần lượt các loài: A. afarensis (trái), H. luzonensis (giữa), và người hiện đại (phải)

Tương tự quần động vật đặc hữu tại Luzon, cũng như loài H. floresiensis, H. luzonensis có lẽ rất thấp bé do họ sống biệt lập ngoài hải đảo. Tuy nhiên, vẫn cần thêm nhiều bằng chứng để đánh giá chính xác điều này. Tương tự H. floresiensis, H. luzonensis có một số đặc điểm rất giống Australopithecus và các Homo sơ kỳ, hơn là so với người hiện đại và các Homo hậu kỳ.
Răng của H. luzonensis khá nhỏ và ngắn theo chiều ngoại biên đường giữa cung răng (tức là chiều dài giữa hai điểm nút của răng). Răng hàm của họ nhỏ hơn của H. floresiensis. Giống các Homo khác và người hiện đại, răng hàm nhỏ dần về phía sau mồm, và mối nối men – ngà không có dạng khía uốn lượn rõ ràng, có nét giống H. erectus châu Á. Răng tiền hàm to bất thường khi so với răng hàm, có tỉ lệ giống với của Paranthropus hơn bất kỳ một loài Homo nào khác, song răng sau nanh của H. luzonensis khác biệt rất lớn với của Paranthropus khi xét vì kích thước và hình dạng. Răng tiền hàm H. luzonensis chia sẻ nhiều điểm chung với của Australopithecus, Paranthropus, và các Homo thuở sớm.
Xương ngón tay dài, hẹp và cong, điều mà cũng có thể thấy ở Australopithecus, H. floresiensis, và một số trường hợp người hiện đại. Chúng dẹt theo chiều mu – lòng (tức chiều từ lòng bàn tay tới mu bàn tay), và có điểm bám bao cơ gấp rất phát triển, điều mà cũng có thể thấy ở Australopithecus và H. habilis thuở sớm. Độc nhất ở H. luzonensis, mỏm mu gần khớp đốt ngón tay rất khỏe và hướng về phía cổ tay chứ không về phía ngón tay. Xương bàn chân của loài này rất độc đáo khi so với các chi Homo khác, thoạt nhìn thì sẽ không thể phân biệt với xương bàn chân của A. africanus và A. afarensis. Chân tay Australopithecus thường được xem là đặc điểm giải phẫu thích ứng cho hành vi đi đứng bằng hai chân và dường như cho việc leo trèo trên cây, song di cốt H. luzonensis còn quá hiếm hoi để ta có thể ngoại suy về hành vi di chuyển của họ.
Do bản ghi hóa thạch còn quá phân mảnh, rất khó để có thể đưa ra một kết luận chính xác về tầm vóc của loài người này, song có lẽ tương đương với tầm vóc của dân Negrito ở Philippine, theo đó chiều cao nam giới trung bình rơi vào khoảng 151 cm (4 ft 11 in) và chiều cao nữ giới trung bình rơi vào khoảng 142 cm (4 ft 8 in).

## Văn hóa

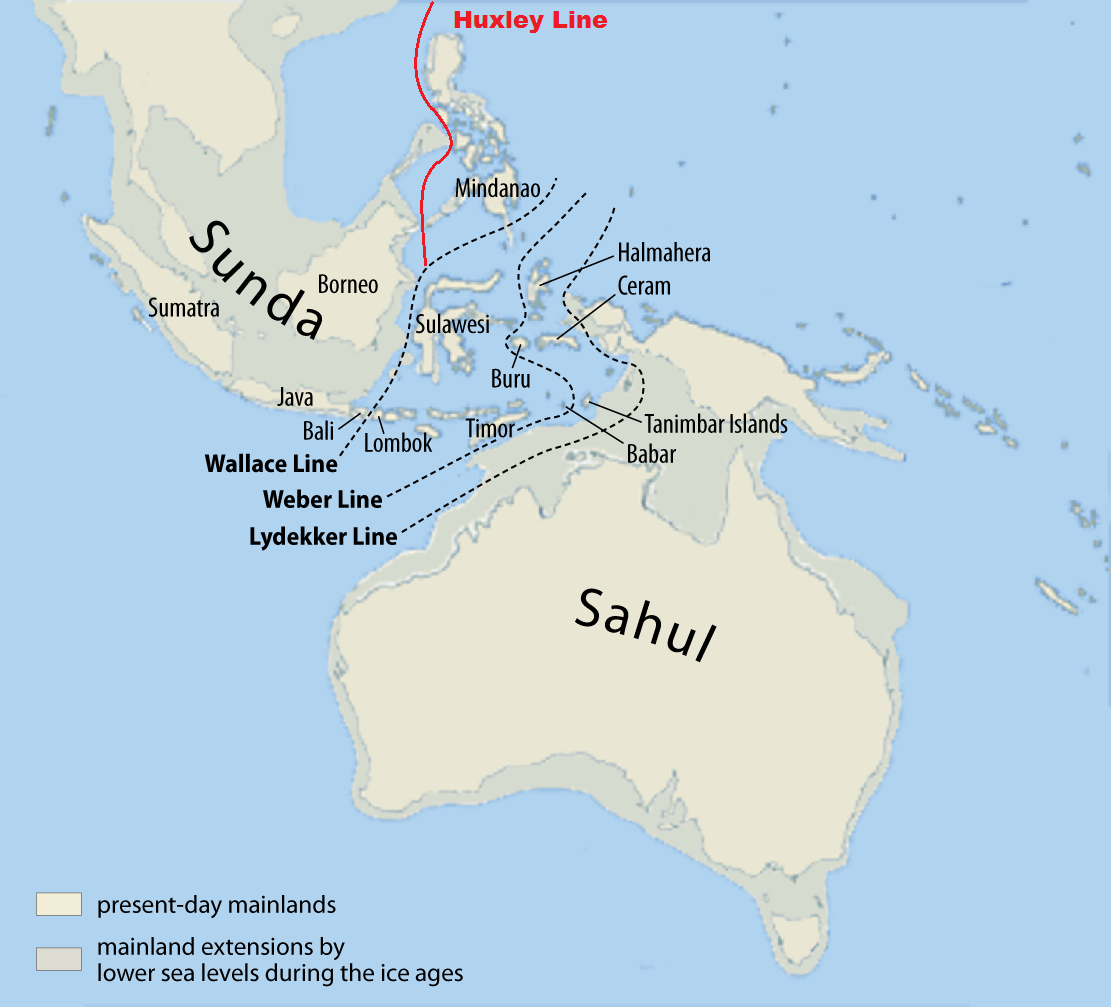
Tổ tiên của H. luzonensis đã vượt Đường Huxley vào Philippines.

Bởi lẽ Luzon đã là một đảo cô lập kể từ kỷ Đệ Tứ, tổ tiên của H. luzonensis chắc hẳn đã phải vượt biển một quãng khá xa để qua được Đường Huxley.
Khoảng 90% di cốt từ Hang Callao thuộc về loài hươu Philippine, chứng tỏ xác động vật liên tục được đưa về hang. Ngoại trừ trên đảo Palawan (nơi hổ từng sinh sống) ra thì không có bằng chứng nào khác về sự hiện diện của thú ăn thịt cỡ lớn tại Philippine vào thế Canh Tân. Ngoài ra, lợn hoang Philippine và một loài bovid tuyệt chủng từng có mặt tại đây. Một số vết cắt trên xương chày của hươu đã được phát hiện, tuy nhiên sự thiếu sót di vật ở địa điểm này chỉ ra rằng người cổ xưa có lẽ đã sử dụng công cụ làm từ vật liệu hữu cơ thay vì đá, hoặc họ đã xử lý con mồi ở nơi khác rồi mới đem về hang.
Người ta đã phát hiện một bộ xương tê giác (loài tuyệt chủng Rhinoceros philippinensis) khá hoàn chỉnh ở Hang Minori trong Thung lũng Cagayan, miền bắc Luzon, có dấu hiệu bị xẻo thịt khoảng 771–631.000 năm trước. Năm 1981, các nhà khảo cổ phát hiện ở đây 6 hạch đá, 49 mảnh tước, và 2 hòn ghè, tương tự như kỹ nghệ đá phiến silic từ khu khảo cổ Arubo 1 sơ kỳ đá cũ tọa lạc miền trung Luzon. Di cốt của Stegodon, hươu Philippine, rùa nước ngọt, và kỳ đà, cũng được phát hiện ở đó.